# غوزللوي عليا
غوزللوي عليا هي قرية في مقاطعة مياندوآب، إيران. يقدر عدد سكانها بـ 71 نسمة بحسب إحصاء 2016.